# Allotettix bolivianus
Allotettix bolivianus är en insektsart som beskrevs av Bruner, L. 1913. Allotettix bolivianus ingår i släktet Allotettix och familjen torngräshoppor. Inga underarter finns listade i Catalogue of Life.